# João Rodolfo
João Rodolfo Ribeiro Gonçalves (Timon, 27 de fevereiro de 1935) é um engenheiro civil e político brasileiro com base eleitoral no estado do Maranhão.

## Dados biográficos
Filho de Amarantino Ribeiro Gonçalves e Maria Assunção da Silva Gonçalves. Engenheiro civil formado em 1964 na Universidade Federal de Goiás com mestrado em Saúde Pública pelo Instituto Castelo Branco no Rio de Janeiro, foi professor da Universidade Estadual do Maranhão e diretor da Fundação Especial de Saúde Pública (FESP) em São Luís no governo Pedro Santana. Primo de João Castelo, foi secretário dos Transportes e Obras Públicas em seu governo e presidiu o conselho administrativo de quatro empresas públicas: Companhia de Águas e Esgotos, Companhia de Desenvolvimento Rodoviário, Companhia de Eletrificação e Companhia de Mecanização Agrícola. Sempre filiado ao PDS, foi eleito vice-governador do Maranhão em 1982 na chapa de Luís Rocha e após o fim do mandato foi secretário municipal de Obras Públicas no último ano de Gardênia Gonçalves à frente da prefeitura de São Luís. 
Eleito deputado federal em 1990 migrou para o PPR ao longo do mandato. Em 1989 apoiou Fernando Collor, e na histórica sessão de 29 de setembro de 1992 foi um dos 38 parlamentares que votou contra o impeachment do presidente, não disputando a reeleição em 1994 por razões de saúde. Assessor do Tribunal de Justiça do Maranhão, foi também auxiliar dos governos José Reinaldo Tavares e Jackson Lago. Em 2008 presidia o diretório municipal do PSDB em Itapecuru-Mirim.